# 董前勇
董前勇，中國北京市維權律師。2007年開始執業，2009年起參與承辦信仰、維權案件，以律師自身維權活動。
2016年10月11日，在河北地方法院為法輪功成員出庭辯護遭法院庭警毆打。

## 知名案件
- 2010年，西安高強、王武琴尋釁滋事罪案
- 2010年，四川自貢劉正有夫妻詐騙案